# James S. Holmes
James Stratton Holmes (2. května 1924 Collins – 6. listopadu 1986 Amsterdam) byl americko-nizozemský básník, překladatel a translatolog. Svá díla někdy publikoval pod svým skutečným jménem James S. Holmes, jindy pod pseudonymy Jim Holmes nebo Jacob Lowland. V roce 1956 se stal prvním překladatelem nepocházejícím z Nizozemska, kterému byla udělena Cena Martinuse Nijhoffa, což je nejdůležitější ocenění udělované překladatelům tvůrčích textů z nebo do nizozemštiny.

## Dětství a vzdělání
Holmes se narodil jako nejmladší ze čtyř sourozenců a vyrůstal na malé americké farmě ve městě Collins ve státě Iowa. Po střední škole se v roce 1941 zapsal na Quaker College ve městě Oskaloosa v Iowě. Po dvouleté studijní cestě absolvoval učitelskou stáž na střední škole v Barnesville ve státě Ohio. O několik let později, poté, co odmítl nastoupit do vojenské služby pro americkou armádu nebo, alternativně, do civilní služby, byl Holmes odsouzen k šestiměsíčnímu vězení. Po propuštění se vrátil ke studiu: nejprve na William Penn College a později na Haverford College v Pensylvánii.
Poté, co v roce 1948 získal dva tituly, jeden z angličtiny a druhý z historie, pokračoval ve studiu na Brownově univerzitě v Providence (stát Rhode Island), jedné ze známých škol patřících do sdružení Ivy League, kde se následující rok stal výzkumným pracovníkem. Mezitím stihl napsat a publikovat své první básně a občas se věnoval redakční činnosti. Od té doby se poezie rychle stala jeho velkou vášní.

## 1949: Nizozemsko
V roce 1949 Holmes přerušil studium, aby mohl pracovat jako výměnný učitel přes program Fulbright v kvakerské škole na zámku Eerde poblíž města Ommen v Nizozemsku. Na konci školního roku se rozhodl nevrátit se do Spojených států, ale zůstat v Nizozemsku a ještě ho procestovat. Díky tomu se v roce 1950 seznámil s Hansem van Marlem. Pro Holmese se vztah s Van Marlem brzy stal tak nesmírně důležitým, až se rozhodl, že se do Spojených států nevrátí nikdy a natrvalo se přestěhuje do Amsterdamu. Následující dva roky Holmes navštěvoval nizozemský jazykový kurz Nica Donkersloota na Amsterdamské univerzitě a v roce 1951 publikoval svůj první básnický překlad.

## 1952: Z vášně se stává profese
Překládání poezie se stalo Holmesovým hlavním zaměstnáním a poté, co byl jmenován docentem na fakultě literární vědy na Amsterdamské univerzitě, se překládání stalo i jeho hlavním zdrojem příjmů. Společně se svým partnerem Hansem van Marlem překládal do angličtiny nejen poezii, ale i dokumenty o Indonésii a indonéskou poezii. Jeho překladatelská pověst rostla a v roce 1956 mu byla za překlady do angličtiny udělena Cena Martinuse Nijhoffa a stal se tak prvním cizincem, který toto ocenění obdržel. V roce 1958 byl založen legendární anglický časopis Delta, který se věnuje výhradně kultuře Nizozemska a Belgie, a Holmes se stal jeho redaktorem poezie a často měl na starosti překlady současné nizozemské poezie do angličtiny. Byla to doba, kdy se Holmes zvláště věnoval poezii „Vijftigerů“ (významná skupina nizozemských básníků 50. let – nizozemsky „vijftig“) a „post-Vijftigerů“. Tato poezie vyžadovala komplexní porozumění, a proto se těžko překládala.

## Translatologie
Když se fakulta literární vědy Amsterdamské univerzity v roce 1964 rozhodla vytvořit katedru translatologie, přizvala Holmese, aby se na jejím chodu podílel jako docent. Měl nejen potřebné odborné znalosti, ale postupem času získal i mnoho teoretických poznatků a také značné praktické překladatelské zkušenosti. Vytvořil kurzy pro Institut tlumočníků a překladatelů, který byl později začleněn do Institutu translatologie Amsterdamské univerzity. Holmesova práce „Name and Nature of Translation Studies“ [Název a povaha translatologie] z roku 1972 je obecně uznávána jako dílo, které položilo základy pro translatologii jako koordinovanou výzkumnou činnost. Holmesovy četné články o překladu z něj udělaly jednoho z klíčových představitelů deskriptivní translatologie a dlouhodobě je v bibliografiích v této oblasti často citován.

## Pozitivní ohlasy na Nijhoffova „Awatera“ a Nobelova cena
Jedním z nejpozoruhodnějších příkladů Holmesovy odvahy byl jeho překlad velice dlouhého básnického díla „Awater“ od Martinuse Nijhoffa, díla, které si získalo pozornost v Nizozemsku i v zahraničí. Anglický překlad této básně přispěl ke slávě básníka i překladatele. O knize se pak pochvalně vyjádřili laureáti Nobelovy ceny za literaturu T. S. Eliot a Josif Aleksandrovič Brodskij. Eliot řekl, že kdyby Nijhoff psal svá díla v angličtině místo v nizozemštině, měl by celosvětový úspěch, zatímco Brodskij otevřeně prohlásil, že „Awater“ je jedno z nejkrásnějších básnických děl, jaké kdy četl.

## Kolumbijská univerzita zakládá Cenu Jamese S. Holmese
Holmes dále překládal desítky děl nizozemských a belgických básníků a v roce 1984 mu byla udělena Cena vlámské komunity za překlad (Vertaalprijs van de Vlaamse Gemeenschap), opět byl prvním cizincem, který ji obdržel.
Jeho mistrovským dílem byl nepochybně překlad působivé sbírky „Dutch Interior“ [Nizozemské vnitrozemí], obsáhlé antologie poválečné poezie, kterou vydalo v roce 1984 nakladatelství Columbia University Press v New Yorku. Holmes byl jedním z nejdůležitějších editorů tohoto klasického díla, přeložil i mnoho básní v této sbírce.
Jeho přínos ke zvýšení povědomí o nizozemské poezii v anglosaském světě ocenilo Překladatelské centrum Kolumbijské univerzity založením nové ceny pro nizozemské překladatele s názvem Cena Jamese S. Holmese.

## Spolky, výbory, řády a edice
V Nizozemsku se Holmes vždy cítil vítán, a to nejen kvůli obrovskému množství známých, které získal během svého působení jako básník a překladatel, ale především díky mnoha přátelstvím zrozeným v amsterdamských homosexuálních sférach. Jeho americký přízvuk a to, že pořád dělal chyby v nizozemském určitém členu, nebyly důvody, aby byl považován za cizince nebo aby se lidé k němu tak chovali.
Proto začal působit v mnoha různých komisích a řádech, podílel se na redakci nizozemsko-belgického časopisu pro mládež Gard Sivi a přispíval do literárních časopisů jako Literair Paspoort, De Gids, De Nieuwe Stem, Maatstaf a De Revisor .
Byl aktivním členem nizozemského a mezinárodního PEN klubu, Asociace spisovatelů, Asociace nizozemské literatury a Národní komise organizace UNESCO. Také se stal členem výboru Nadace pro propagaci překladu nizozemských literárních děl v zahraničí, Nizozemského svazu překladatelů, Organizace, vzdělávání a společnosti spisovatelů, a byl také čestným členem Asociace vlámských vzdělanců.

## Workshopy, festivaly a demonstrace
V roce 1967 Holmes zorganizoval demonstraci „Poetry for Now“ [Poezie pro dnešek] ve slavném divadle Concertgebouw v Amsterdamu. Během této akce organizátoři zaplnili město tisíci plakáty s překladovými básněmi. I po mnoha letech se ještě našly plakáty nalepené na autobusových zastávkách, u vchodů do paneláků, na sloupech veřejného osvětlení, na branách nebo železničních přejezdech. V 70. letech Holmes začal organizovat workshop o překladu poezie, který přilákal mnoho studentů z různých univerzitních fakult. Někteří z těchto studentů se následně stali slavnými překladateli poezie.
Holmes se účastnil všech básnických demonstrací, jako například Poetry International v Rotterdamu a One World Poetry v Amsterdamu. Někdy básně recitoval, jindy byl koordinátorem nebo pořádal překladatelské konference, ale vždy se na akcích aktivně podílel. Jakmile se mu naskytla příležitost, pořádal konference v zahraničí na téma překladové nizozemské poezie, například v Knihovně Kongresu ve Washingtonu.

## Poetry Gone Gay
V roce 1984, v rámci demonstrace One World Poetry, Holmes uspořádal večer s názvem „Poetry Gone Gay“, během kterého četl některá ze svých děl zabývajících se homosexualitou a erotikou. Bylo pro něj nesmírně osvobozující, že mohl publiku ukázat tuto část své osobnosti a ještě za ní získat od lidí i uznání. Holmes rád dával najevo svou sexuální orientaci nejen ve své poezii, ale především ve způsobu oblékání a výběru doplňků. V posledních letech svého života si vytvořil image, který vidíme na obrázku na této stránce: muž ve středním věku s krátkými vlasy bílými jako sníh, džíny s vycpaným pasem, vybíjené náramky, růžový trojúhelník na klopě bundy, velký svazek klíčů připevněný k džínám a špička růžového kapesníku trčící ze zadní kapsy. Stejná sexuální svoboda byla pravděpodobně příčinou jeho předčasné smrti způsobené nemocí AIDS. Holmes si však uvědomoval nebezpečí spojená s jeho extravagantním životním stylem a otevřeně prohlásil, že nikdy neměla žádný vliv na jeho životní rozhodnutí.

Během Holmesova vzpomínkového obřadu, jehož se zúčastnila velká spousta lidí, jeho životní partner a velká láska Hans van Marle zakončil svou řeč krátkým úryvkem ze slavné „Meditace XVII“, z metafyzického díla „Devotions Upon Emergent Occasions“, které v roce 1624 napsal John Donne a ze kterého si Ernest Hemingway v roce 1940 vypůjčil název svého slavného románu Komu zvoní hrana:
„Žádný člověk není ostrov sám pro sebe,

každý je kus nějakého kontinentu, část nějaké pevniny;

(...)

smrtí každého člověka je mne méně,

neboť jsem část lidstva.

A proto se nikdy nedávej ptát,

komu zvoní hrana. Zvoní tobě.“

(překl. Zdeněk Hron)

## Vybraná bibliografie

### Poezie
- Jim Holmes, Nine Hidebound Rimes. Poems 1977 (Amsterdam, 1978).
- Jacob Lowland, The Gay Stud's Guide to Amsterdam and Other Sonnets (Amsterdam, 1978; druhé vydání 1980).
- Jacob Lowland, Billy a banket (Amsterdam, 1982).
- James S. Holmes, Early Verse 1947-1957 (Amsterdam/New York, 1985).

### Překlad poezie
- Martinus Nijhoff, Awater. Awater. A Long Poem, With a Comment on Poetry in Period of Crisis (Amsterdam, 1992).
- Paul Snoek a Willem M. Roggeman (editor), A Quarter Century of Poetry from Belgium (vlámský svazek) (Bruxelles/L'Aja, 1970).
- Peter Glasgold (ed. ), Living Space (New York, 1979).
- Lawrence Ferlinghetti a Scott Rollins (editor), Nine Dutch Poets (San Francisco, 1982).
- James S. Holmes a William Jay Smith (editor), Dutch Interior. Postwar Poetry from the Netherlands and Flanders (New York, 1984).

Mnoho překladů v časopisech, jako např.
- Modern Poetry in Translation (monografické číslo o Nizozemsku 27/28, 1976)
- Delta
- Atlantic
- Carcanet
- Chelsea Review
- Poetry Quarterly

### Vědecké práce a články
- James S. Holmes et al. (editor), The Nature of Translation. Essays on the Theory and Practice of Literary Translation (L'Aja/Bratislava, 1970).
- James S. Holmes et al. (redaktor), Literature and Translation. New Perspectives in Literary Studies (Leuven, 1978).
- James S. Holmes, Translated!. Papers on Literary Translation and Translation Studies (Amsterdam, 1988).